# 現実の引渡し
現実の引渡し（げんじつのひきわたし）は、民法上の概念、用語であり、動産に関する物権の譲渡の対抗要件である引渡し（引渡）（第178条）の一つで、占有権の譲渡方法である。第182条1項に規定されている。

## 概要
譲渡人が自己が占有している物の占有を譲受人又は代理人に移転する、という占有権の移転としてはもっとも典型的な類型である。ただ、譲受人等が既に代理占有しているケースや、譲渡人自身が譲受人の占有代理人となるケース、占有代理人が既に代理占有している物の占有権を第三者に移転させるケース、においては、現実の引渡しによることは不合理であるので、それらの占有権を移転するためには別の方法がとられることになる（関連項目を参照）。

## 条文
第182条（現実の引渡し及び簡易の引渡し）
1. 占有権の譲渡は、占有物の引渡しによってする。
2. 譲受人又はその代理人が現に占有物を所持する場合には、占有権の譲渡は、当事者の意思表示のみによってすることができる。